# 国鉄タキ400形貨車
国鉄タキ400形貨車（こくてつタキ400がたかしゃ）は、かつて日本国有鉄道（国鉄）に在籍した私有貨車（タンク車）である。
本形式から改造され別形式となったタキ450形についても本項目で解説する。

## タキ400形
タキ400形は、日本初のカセイソーダ液専用の30t 積タンク車として1935年（昭和10年）12月27日から1951年（昭和26年）10月20日にかけて15両（コタキ400 - コタキ413、コタキ417）が日本車輌製造、川崎車輛、運輸機材の3社にて製作された。1949年（昭和24年）9月30日にワキ1形（ワキ207）より1両、同年12月28日にチキ1500形より1両、チキ3000形より1両がそれぞれ改造の上本形式に編入された。
また逆に本形式から種車となりタキ450形（コタキ413→コタキ450、後述）、タキ6700形（コタキ410→コタキ6701）、タキ9350形（コタキ415 - コタキ416→タキ9350 - タキ9351）へそれぞれ改造され本形式を離籍した。
記号番号表記は特殊標記符号「コ」（全長 12 m 以下）を前置し「コタキ」と標記する。
本形式の他にカセイソーダ液を専用種別とする貨車はタム900形（130両）、タキ1400形（104両）、タキ2600形（523両）、タキ2800形（332両）、タキ7750形（289両）等実に29形式が存在した。
落成時の所有者は、東亞合成化学工業（現在の東亞合成）、レーヨン曹達、大日本紡績、興国人絹パルプ（現在の興人）、日本軽金属の5社であった。
1979年（昭和54年）10月より化成品分類番号「侵81」（侵食性の物質、腐食性物質、危険性度合2（中））が標記された。
ドーム付き直円筒型のタンク体は、普通鋼（一般構造用圧延鋼材、SS41現在のSS400）製で荷役方式はタンク上部のマンホール又は液出入管からの上入れ、液出管と空気管使用による上出し方式であり、両管はS字管を装備している。
車体色は黒色、寸法関係は全長は10,300mm、全幅は2,590mm、全高は3,725mm､台車中心間距離は7,710mm、実容積は22.5m3、自重は17.8t、換算両数は積車4.5、空車2.0であり、台車はTR20、TR24（その後換装された車もある）である。
1983年（昭和58年）12月21日に最後まで在籍した1両（コタキ417）が廃車となり同時に形式消滅となった。

## タキ450形
タキ450形は前述のとおり1956年（昭和31年）8月27日に新潟鐵工所にてタキ400形（コタキ413）より改造され形式名は新形式であるタキ450形とされた。改造内容は断熱材を巻きキセ（外板）を装備したことであり、その結果積載荷重は28t 積に減トンされた。
記号番号表記は特殊標記符号「コ」（全長 12 m 以下）を前置し「コタキ」と標記する。
落成時の所有者は、大日本紡績であったが1964年（昭和39年）7月1日にニチボーへ、1966年（昭和41年）10月28日に新日化産業へそれぞれ名義変更された。
1979年（昭和54年）10月より化成品分類番号「侵81」（侵食性の物質、腐食性物質、危険性度合2（中））が標記された。
車体色は黒色、寸法関係は全長は10,300mm、台車中心間距離は7,200mm、実容積は22.5m3、自重は18.8t、換算両数は積車4.5、空車1.8であり、台車はアーチバー式のTR20である。
1973年（昭和48年）1月19日に廃車となり同時に形式消滅となった。